# Major Command dell'United States Air Force
Quella che segue è una lista dei Major Command (MAJCOM) dell'United States Air Force – USAF l'aeronautica militare statunitense.
Un MAJCOM è un tipo di organizzazione adottato dall'USAF di livello gerarchico inferiore al solo Air Staff, uno dei due quartier generali del dipartimento dell'aeronautica statunitense (l'altro è quello del Segretario all'aeronautica), e superiore alle Numbered Air Force (NAF). Ogni MAJCOM risponde direttamente all'Air Staff ed è complementare agli altri MAJCOM tramite la messa in campo di unità d'attacco, da difesa o da supporto.
Un MAJCOM rappresenta la più grande sottodivisione dell'aeronautica alla quale sia assegnata una specifica missione. Un MAJCOM "di prima linea" è composto, in tutto o in parte, da unità addette alla difesa dello spazio aereo, all'attacco strategico o a compiti aerospaziali. Un MAJCOM di supporto ha invece compiti di assistenza logistica, di manutenzione o di addestramento. 
Dal 1947, anno in cui nacque il primo Major Command, ne sono stati istituiti un totale di 27, alcuni dei quali elevati o declassati dalle NAF (l'ultima grande riorganizzazione dei comandi è avvenuta nel 1992). A tutto il 2011 l'USAF disponeva di dieci MAJCOM, l'ultimo dei quali, l'Air Force Global Strike Command, attivato nell'agosto 2009.

## Lista dei MAJCOM attivi
| Simbolo | MAJCOM                                               | Base                                   | Note |
| ------- | ---------------------------------------------------- | -------------------------------------- | --- |
|         | Air Combat Command                                   | Langley Air Force Base, Virginia       | Fornisce supporto aereo all'United States Central Command, all'United States Southern Command, all'United States Northern Command e all'United States Strategic Command |
|         | Pacific Air Forces                                   | Joint Base Pearl Harbor Hickam, Hawaii | Fornisce supporto aereo all'United States Pacific Command |
|         | United States Air Forces in Europe-Air Forces Africa | Ramstein Air Base, Germania            | Fornisce supporto aereo all'United States European Command |
|         | Air Force Special Operations Command                 | Hurlburt Field, Florida                | Fornisce supporto aereo all'United States Special Operations Command |
|         | Air Education and Training Command                   | Randolph Air Force Base, Texas         | Reclutamento, addestramento ed educazione del futuro personale di volo |
|         | Air Mobility Command                                 | Scott Air Force Base, Illinois         | Fornisce supporto aereo globale a tutte le forze armate statunitensi con trasporti di materiale e rifornimenti in volo |
|         | Air Force Global Strike Command                      | Barksdale Air Force Base, Louisiana    | Sviluppo e mantenimento di una forza nucleare di reazione rapida capace di colpire in tutto il mondo |
|         | Air Force Materiel Command                           | Wright-Patterson Air Force Base, Ohio  | Ricerca, sviluppo e test di prova, acquisizione materiali e logistica |
|         | Air Force Reserve Command                            | Robins Air Force Base, Georgia         | Sostiene la missione dell'aeronautica militare USA per difendere gli Stati Uniti attraverso il controllo e lo sfruttamento dell'aria e dello spazio nell'ambito del concetto di Global Engagement (impegno globale). La forza di cui parliamo gioca un ruolo integrale e quotidiano a fianco dell'USAF e non è una struttura mantenuta per pure esigenze di riserva in caso di eventuali guerre o operazioni di emergenza. |

## Lista dei MAJCOM storici
| Simbolo | MAJCOM                                | Simbolo | MAJCOM                      | Simbolo | MAJCOM                                    |
| ------- | ------------------------------------- | ------- | --------------------------- | ------- | ----------------------------------------- |
|         | Alaskan Air Command                   |         | Caribbean Air Command       |         | United States Air Forces Southern Command |
|         | Aerospace Defense Command             |         | Continental Air Command     |         | Air University                            |
|         | Air Force Cyber Command (Provisional) |         | Electronic Security Command |         | Tactical Air Command                      |
|         | Air Force Communications Command      |         | Headquarters Command, USAF  |         | Air Training Command                      |
|         | Air Force Intelligence Command        |         | Military Airlift Command    |         | Strategic Air Command                     |
|         | Air Force Logistics Command           |         | Northeast Air Command       |         | Air Proving Ground Command                |
|         | Air Force Systems Command             |         | Pacific Air Command         |         | Special Weapons Command                   |